# Maskenbänder
Maskenbänder ist ein Begriff aus der Fototechnik innerhalb der Analogfotografie. 

## Varianten
Maskenbänder sind Teil:
- der Negativbühne des Vergrößerungsgeräts im Fotolabor, in das der entwickelte Film (Negativ bzw. Diapositiv) zum Vergrößern eingelegt wird.

- des Vergrößerungsrahmens, in den das lichtempfindliche Fotopapier zur Belichtung eingelegt wird.

In Negativbühnen dienen verstellbare Maskenbänder der Bestimmung der Bild-Ausschnitte innerhalb eines Negativs, um diese zu maskieren und anschließend zu vergrößern (gelegentlich bei größeren Formaten auch zu verkleinern). Die Randbereiche des Negativs, die nicht vergrößert werden sollen, werden damit im späteren Bild ausgeblendet.
Beim Vergrößerungsrahmen decken verstellbare Maskenbänder die nicht zu belichtenden Randpartien ab. Damit können an den Seiten des Bildes gleichmäßig gerade, weiße Bildränder erzeugt werden. Das Fotopapier wird damit auch gleichzeitig flach gehalten.
Sie werden – je nach Bauart – entweder paarweise eingesetzt, um sowohl die horizontale als auch die vertikale Dimension eines Bildes abzugrenzen. Oder es werden für alle vier Seiten einer geplanten Abbildung je zwei horizontale (oben und unten) sowie zwei vertikale (links und rechts) Maskenbänder verwendet.